# Отркур сир Ер
Отркур сир Ер (фр. Autrécourt-sur-Aire) насеље је и општина у североисточној Француској у региону Лорена, у департману Меза која припада префектури Бар ле Дик.
По подацима из 2011. године у општини је живело 123 становника, а густина насељености је износила 11,34 становника/km². Општина се простире на површини од 10,85 km². Налази се на средњој надморској висини од 205 метара (максималној 281 m, а минималној 202 m).

## Демографија
| 1962. | 1968. | 1975. | 1982. | 1990. | 1999. | 2011. |
| ----- | ----- | ----- | ----- | ----- | ----- | ----- |
| 212   | 146   | 105   | 96    | 105   | 110   | 123   |

График промене броја становника у току последњих година